# Oklee (Minnesota)
Oklee es una ciudad ubicada en el condado de Red Lake en el estado estadounidense de Minnesota. En el Censo de 2010 tenía una población de 435 habitantes y una densidad poblacional de 280,86 personas por km².

## Geografía
Oklee se encuentra ubicada en las coordenadas 47°50′20″N 95°51′3″O / 47.83889, -95.85083. Según la Oficina del Censo de los Estados Unidos, Oklee tiene una superficie total de 1.55 km², de la cual 1.55 km² corresponden a tierra firme y (0%) 0 km² es agua.

## Demografía
Según el censo de 2010, había 435 personas residiendo en Oklee. La densidad de población era de 280,86 hab./km². De los 435 habitantes, Oklee estaba compuesto por el 88.28% blancos, el 0% eran afroamericanos, el 8.97% eran amerindios, el 0.23% eran asiáticos, el 0% eran isleños del Pacífico, el 0% eran de otras razas y el 2.53% pertenecían a dos o más razas. Del total de la población el 0.69% eran hispanos o latinos de cualquier raza.